# Ce qu'il faut de nuit
Ce qu'il faut de nuit est le premier roman de Laurent Petitmangin paru le 20 août 2020 aux éditions La Manufacture de livres ayant reçu la même année le prix Femina des lycéens.

## Historique
Ce qu'il faut de nuit reçoit de nombreux prix littéraires dont le prix Stanislas du meilleur premier roman de la rentrée littéraire remis dans le cadre du Livre sur la place à Nancy ainsi que la Feuille d'or de la ville de Nancy, le prix Georges-Brassens, le Grand prix du premier roman de la Société des gens de lettres,et enfin le prix Femina des lycéens,. L'année suivante il est lauréat du prix littéraire ENS Paris-Saclay. En 2022, il reçoit le prix des lecteurs du Livre de poche (littérature).
Le titre est tiré du poème Vivre encore de Jules Supervielle (Ce qu'il faut de nuit au-dessus des arbres)
Une adaptation cinématographique réalisée par Muriel Coulin et Delphine Coulin est sortie en 2025, sous le titre Jouer avec le feu avec comme acteurs principaux : Vincent Lindon (le père), Benjamin Voisin (Fus) et Stefan Crepon (Gillou).

## Résumé
Ce qu'il faut de nuit évoque l'histoire d'un père veuf qui élève seul ses deux fils. Ce père, militant socialiste, va apprendre avec stupeur que son aîné fréquente un groupe d'extrême-droite. Avec pour toile de fond la Lorraine, ses espoirs et ses désillusions, ce roman est avant tout une histoire d'amour. Une histoire d'amour fortement contrariée, qui va s'accélérer et se compliquer jusqu'à devenir inexorable. Une histoire de silences, de paroles qui arrivent trop tard. Une histoire de riens qui façonnent une existence.[incompréhensible]

## Accueil critique
Ce qu'il faut de nuit reçoit un accueil critique majoritairement très positif de la part des médias. Il fait partie de la sélection France Inter Le Point des cinq romans français de la rentrée littéraire 2020 (« Petitmangin a l'art de porter sur ses personnages — même vaincus, mêmes coupables — un regard terriblement humain ». Augustin Trapenard : « Un roman tout en pudeur et en retenue aux formidables éditions de la Manufacture de livres. »)
Télérama le sélectionne dans son Spécial rentrée littéraire (« Ce qu'il faut de nuit est un livre poignant et modeste, bouleversant comme le poème de Supervielle qui donne son titre à ce premier roman »). Libération, sous la plume d'Alexandra Schwartzbrod lui consacre une pleine page le 20 août 2020, le jour de sa sortie officielle (« premier roman d'une grande puissance »). Pour Le Parisien, « un roman social aussi sublime que douloureux ». Lire Magazine littéraire le lit en miroir avec Bénie soit Sixtine de Maylis Adhémar (« un premier roman plein de délicatesse qui vous vrille le cœur. »). Pour L'Express, « un roman formidable de sensibilité et de justesse de ton ». Marianne le chronique avec Betty de Tiffany McDaniel (« deux romans importants de cette rentrée où la plume perce la page, pareille à une lame ou à la nuit »).
L'Obs, Le Monde et Le Canard enchaîné font tous trois référence à Nicolas Mathieu : « Ce premier roman rappelle Nicolas Mathieu. Mais quand le prix Goncourt 2018 s'intéressait aux ados, Petitmangin sonde le cœur brisé d'un de leurs aînés. Ce qu'il faut de nuit dont la langue épurée n'entrave pas l'émotion est l'histoire d'une rupture filiale au temps de la mort des idéaux. » « La tentation est forte de rapprocher Ce qu'il faut de nuit de Leurs enfants après eux. Leur principal point commun est ailleurs : dans le naturel qui est la plus belle conquête de la littérature, une manière de s'exprimer qui coule de source, qui sonne familière. Ce qui fait précisément la force et la beauté du premier roman de Laurent Petitmangin. » « C'est une juste et précise description des fractures françaises qui évoque le travail de Nicolas Mathieu ou de Didier Eribon (Retour à Reims). C'est aussi un bouleversant roman d'amour familial. »
À l'occasion de sa traduction, le titre est recensé par de grands quotidiens nationaux : Die Welt, El Pais (« Mémorable »). La presse étrangère fait référence au livre en illustration de la campagne présidentielle 2022,.

## Éditions et traductions
- La Manufacture de livres, 2020[28]

- Le Livre de poche, 2021
- Voir de près (grands caractères), 2020
- Éditions Thélème (livre audio lu par Pierre-François Garel), 2020 (ISBN 978-2-35887-679-7, 978-2-253-07869-2, 978-2-378-28302-5 et 979-1-025-60634-6)
- (NL) De donkerste nacht (De Bezige Bij)  (ISBN 9789403105819)
- (ES) Lo que falta de noche (Literatura Random House)  (ISBN 9788439739104)
- (DE) Was es braucht in der Nacht (dtv)  (ISBN 978-3-423-29012-8)
- (PT) Quando a noite cai (Bertrand Editora)  (ISBN 9789722541558)
- (JP) 夜の少年 (Hawakaya)  (ISBN 9784152101341)[29]
- (UK) What you need from the night (Picador Pan Macmillan)  (ISBN 9781529063509)[30]
- (UK) What you need from the night (Pocket format) (Picador Pan Macmillan)  (ISBN 9781529063523)
- (US) What you need from the night (Other Press)  (ISBN 9781635423518)[31]
- (DE) Ce qu'il faut de nuit. En français traduit en allemand (Reclam-Verlag)  (ISBN 978-3-15-014510-4)
- (IT) Quello che serve di notte (Mondadori)  (ISBN 9788804737155)